# ニッキー・リード
ニッキー・リード（Nikki Reed, 本名: ニコール・ヒューストン・リード、Nicole Houston Reed, 1988年5月17日 - ）は、アメリカ合衆国の女優、脚本家。

## 来歴

### 生い立ち
カリフォルニア州ロサンゼルス出身。父親はユダヤ系のデザイナー、母親はイタリア及びチェロキー族の血を引く美容師。ネイサンという兄がいる。ユダヤ教の教えで育つ。
2歳の時に両親は離婚。14歳の時に一人で生活することを決意し、家を出る。

### キャリア
キャサリン・ハードウィックと出会い、彼女と6日間で半自伝的映画『サーティーン あの頃欲しかった愛のこと』の脚本を手掛ける。その後プロデューサーから出演を依頼され、女優デビューを果たす。この作品で注目を集め、インディペンデント・スピリット賞などを受賞した。
2006年にはテレビシリーズ『The O.C.』にゲスト出演。

### 私生活
映画の試写会で意気投合したのをきっかけにアメリカン・アイドルシーズン10に出場していたポール・マクドナルドと婚約し間もなく結婚したが、2014年5月に離婚申請を行い、2015年に離婚が成立した。
2014年7月から、イアン・サマーハルダーと交際をはじめ、2015年1月に婚約、4月28日に結婚。

## フィルモグラフィー

### 映画
| 年   | 邦題/原題                                                                                 | 役名                             | 備考     |
| ---- | ----------------------------------------------------------------------------------------- | -------------------------------- | -------- |
| 2003 | サーティーン あの頃欲しかった愛のこと Thirteen                                            | イーヴィ・ザモラ                 | 脚本兼任 |
| 2005 | ロード・オブ・ドッグタウン Lords of Dogtown                                               | キャシー・アルバ                 |          |
| 2006 | パラダイス・ロスト Mini's First Time                                                      | ミナヴァ・"ミニ"・ローグス       |          |
| 2008 | トワイライト〜初恋〜 Twilight                                                             | ロザリー・ヘイル                 |          |
| 2009 | ニュームーン/トワイライト・サーガ The Twilight Saga: New Moon                             | ロザリー・ヘイル                 |          |
| 2010 | エクリプス/トワイライト・サーガ The Twilight Saga: Eclipse                                | ロザリー・ヘイル                 |          |
| 2010 | UNCHAINED/アンチェインド Chain Letter                                                     | ジェシカ・"ジェシー"・キャンベル |          |
| 2011 | キリング・ショット Catch .44                                                              | カーラ                           |          |
| 2011 | トワイライト・サーガ/ブレイキング・ドーン Part1 The Twilight Saga: Breaking Dawn - Part 1 | ロザリー・ヘイル                 |          |
| 2012 | トワイライト・サーガ/ブレイキング・ドーン Part2 The Twilight Saga: Breaking Dawn - Part 2 | ロザリー・ヘイル                 |          |
| 2013 | 11ミリオン・ジョブ Empire State                                                           | リゼット                         |          |
| 2013 | LIVE AND DIE/リヴ・アンド・ダイ Pawn                                                      | アマンダ                         |          |
| 2014 | しゃかりきにフットボール Balls Out                                                        | メレディス・ダウンズ             |          |
| 2014 | イン・ユア・アイズ 近くて遠い恋人たち In Your Eyes                                        | ドナ                             |          |

### テレビ
| 年   | 邦題/原題                        | 役名                         | 備考                         |
| ---- | -------------------------------- | ---------------------------- | ---------------------------- |
| 2006 | The O.C.                         | サビー・キャンベル           | 6エピソード                  |
| 2007 | REAPER デビルバスター Reaper     | アンディー・プレンダーガスト | 1エピソード                  |
| 2015 | スリーピー・ホロウ Sleepy Hollow | ベッツィー・ロス             | シーズン3 - : メインキャスト |
| 2019 | V Wars                           | Rachel Swann                 |                              |